# Římskokatolická farnost Adamov
Římskokatolická farnost Adamov je územní společenství římských katolíků ve městě Adamov s farním kostelem sv. Barbory. V chrámu se nachází Světelský oltář. Farnost je součástí blanenského děkanství v rámci brněnské diecéze.

## Území farnosti
- Adamov – farní kostel sv. Barbory

## Historie farnosti
Adamov původně patřil k babické farnosti. Vznik farnosti souvisí s vybudováním nového kostela svaté Barbory, který byl postaven v letech 1855–1857. V kostele se nachází Světelský oltář z dolnorakouského cisterciáckého kláštera ve Zwettlu.

## Duchovní správci
Prvním adamovským farářem byl od roku 1857 P. Antonín Dostal. V letech 1973 až 1995 působil v Adamově jako farář P. Arnošt Korec. Duchovním správcem farnosti v letech 1995 až 2016 byl farář z blanenské farnosti. Tím byl od 1. srpna 2000 do 31. srpna 2016 R. D. Mgr. Jiří Kaňa. K 1. září 2016 byla duchovní správa převedena na bílovickou farnost, kde od 1. srpna 2016 nastoupil nově R. D. PaedDr. Pavel Lazárek. Od 1. srpna 2024 byl v Adamově ustanoven farářem Mgr. Tomáš Mikula.

## Bohoslužby
| Kostel        | Místo  | Bohoslužba (den)                         | Hodina                | Poznámka     |
| ------------- | ------ | ---------------------------------------- | --------------------- | ------------ |
| svaté Barbory | Adamov | neděle úterý středa čtvrtek pátek sobota | 8.00 17.30 17.30 8.00 | farní kostel |

## Aktivity farnosti
Každoročně se koná tříkrálová sbírka, v roce 2014 se při ní vybralo 17 790 korun, o rok později pak 13 810 korun. V roce 2017 se při sbírce vybralo 21 016 korun. O rok později se při ní vybralo 25 270 korun.
Adorační den a den vzájemných modliteb farností za bohoslovce a bohoslovců za farnosti brněnské diecéze připadá na 4. září.
Farnost se zapojuje do projektu Noc kostelů.